# Teinobasis aurea
Teinobasis aurea är en trollsländeart som beskrevs av Maurits Anne Lieftinck 1932. Teinobasis aurea ingår i släktet Teinobasis och familjen dammflicksländor. Inga underarter finns listade i Catalogue of Life.